# Olympische Sommerspiele 2024/Wasserspringen – 10 m Synchronspringen (Frauen)
Das 10-m-Synchronspringen der Frauen bei den Olympischen Spielen 2024 in Paris wurde am 31. Juli im Centre Aquatique Olympique ausgetragen.

## Ergebnisse
| Rang | Athletinnen                            | Nation             | 1. Sprung | 2. Sprung | 3. Sprung | 4. Sprung | 5. Sprung | Gesamt |
| ---- | -------------------------------------- | ------------------ | --------- | --------- | --------- | --------- | --------- | ------ |
| 1    | Chen Yuxi Quan Hongchan                | China              | 56,40     | 54,60     | 80,10     | 85,44     | 82,56     | 359,10 |
| 2    | Jo Jin-mi Kim Mi-rae                   | Nordkorea          | 46,80     | 46,20     | 69,30     | 75,84     | 77,76     | 315,90 |
| 3    | Andrea Spendolini-Sirieix Lois Toulson | Großbritannien     | 48,60     | 48,60     | 60,30     | 69,12     | 77,76     | 304,38 |
| 4    | Caeli McKay Kate Miller                | Kanada             | 49,20     | 44,40     | 69,30     | 68,16     | 68,16     | 299,22 |
| 5    | Gabriela Agúndez Alejandra Orozco      | Mexiko             | 47,40     | 47,40     | 67,50     | 62,40     | 72,96     | 297,66 |
| 6    | Jessica Parratto Delaney Schnell       | Vereinigte Staaten | 46,20     | 43,80     | 61,20     | 70,08     | 66,24     | 287,52 |
| 7    | Ksenija Bajlo Sofija Lyskun            | Ukraine            | 48,00     | 48,00     | 59,64     | 68,16     | 61,20     | 285,00 |
| 8    | Jade Gillet Emily Hallifax             | Frankreich         | 47,40     | 45,00     | 53,76     | 37,80     | 50,88     | 234,84 |